# Альбіон Смол
Альбіон Ву́дбері Смо́л (англ. Albion Woodbury Small, 11 травня 1854, Бакфілд — 24 березня, 1926, Чикаґо) — американський соціолог і педагог. Відіграв важливу роль у створенні та розвитку соціологічної науки та професії у Сполучених Штатах.

## Життєвий шлях та освітня кар'єра
Альбіон Смол народився у сім'ї преподобного Альбіона Кіта Периса Смола і Лінкольн Вудбері. Вихований був у суворому релігійному дусі, що відобразилося в його творчості, зокрема думці, що соціологія повинна бути етичної наукою.
Смол закінчив коледж Колбі в Вотервілі (штат Мен) 1876 року, і з благословення батьків вирушив вивчати богослов'я в баптистській Ньютонській богословській семінарії, яку закінчив у 1879 році. У семінарії Смол зацікавився німецькою філософською думкою і вирушив до Німеччини, щоб вивчити історію, соціальну економіку і політику. Навчався з 1879 по 1881 роки в Лейпцизькому університеті та Гумбольдтівському університеті Берліна. Освітня подорож Смола до Європи сприяла знайомству американських суспільствознавців з ідеями європейських соціологів та налагодженню наукової співпраці. У 1881 році одружився з Валерією фон Масоу, з якою мав дитину.
Після повернення з Європи Смол пішов вчити історію та політичну економію в Коледжі Колбі. Він почав цікавитися соціологією, яка тоді тільки почала формуватися як окрема галузь, а потім вступив до Університету Джона Гопкінза в Балтиморі, де отримав освіту з історії та економіки. Навчання в Університеті Джона Гопкінса тривало з 1888 по 1889 роки і завершилося отриманням ступеня доктора філософії за дисертацію «Початок американської нації: Конституційні відносини між Континентальним конгресом та колоніями і штатами з 1774 по 1789 роки».
В 1889 році Альбіон Смол став президентом Коледжу Колбі, відтак пробувши на цій посаді до 1892 року. У Колбі він відразу ж реорганізував філософський факультет, додавши новий курс із соціології. Разом з Джорджем Вінсентом він опублікував перший у світі підручник із соціології «Вступ до вивчення суспільства» (1894 року).
У 1892 році Смол покинув Колбі та перейшов працювати до Чиказького університету. 1892 року він заснував у цьому університеті перший факультет соціології, який і очолював протягом 30 років. Це був перший акредитований факультет соціології в американських університетах, який незабаром стане чільним центром розвитку соціологічної думки в США.
1895 року Альбіон Смол заснував «Американський журнал соціології». Впродовж 1905—1925 років він займав посаду декана Вищої школи мистецтв і літератури в Чиказькому університеті, а протягом 1912—1913 років — посаду президента Американського соціологічного товариства. Вийшов на пенсію в 1925 році.

## Основні ідеї
Смол вважав, що всі науки про суспільство повинні співпрацювати між собою, і його праці відображають цю думку. Історики, економісти та політологи — всі вони, на думку Смола, мали дуже вузьке коло інтересів і часто працювали окремо один від одного. Його богословські та філософські студії демонструють широке розуміння науки про людину, метою якої має бути об'єднання розрізнених галузей досліджень. Над цією метою він працював аж до смерті.
Написав кілька великих праць, пов'язаних із економікою та політикою, зокрема «Адам Сміт і сучасна соціологія» (1907), в якій спробував витлумачити моральний і філософський зміст «Багатства націй» Адама Сміта.
Крім того Смол приділяв значну увагу етичним принципам у соціології. На його думку, метою соціології має бути керування соціальними реформами у суспільстві загалом. Таким чином, етика є неодмінною для пошуку шляхів поліпшення соціальних інститутів.

## Основні праці
- «Загальна соціологія» (1905)
- «Адам Сміт і сучасна соціологія» (1907)
- «Камералісти» (1909)
- «Значення соціальних наук» (1910)
- «Епохи: від капіталізму до демократії» (1913)